# Fantomgraviditet
Fantomgraviditet eller couvadesyndrom er den medicinske/mentale tilstand hvorved en vordende far oplever noget nær den samme opførsel som hans gravide partner nær fødslen, deriblandt hendes fødselsveer.
Ordet "couvade" kommer fra det tidlige franske ord Couver "at klække" og henviste oprindeligt til en baskisk tradition hvor faderen under eller straks efter barnets fødsel ville gå i seng og beklage sig over at have fødselssmerter, og fik den samme behandling som oftest blev vist kvinder under graviditet eller efter at have født.  Det medicinske term for denne tilstand er sympatetisk graviditet.